# Західний (Сватівський район)
Західний —  селище в Україні, у Сватівській міській громаді Сватівського району Луганської області. Населення становить 45 осіб. Орган місцевого самоврядування — Коржовська сільська рада.